# 大克爾季什

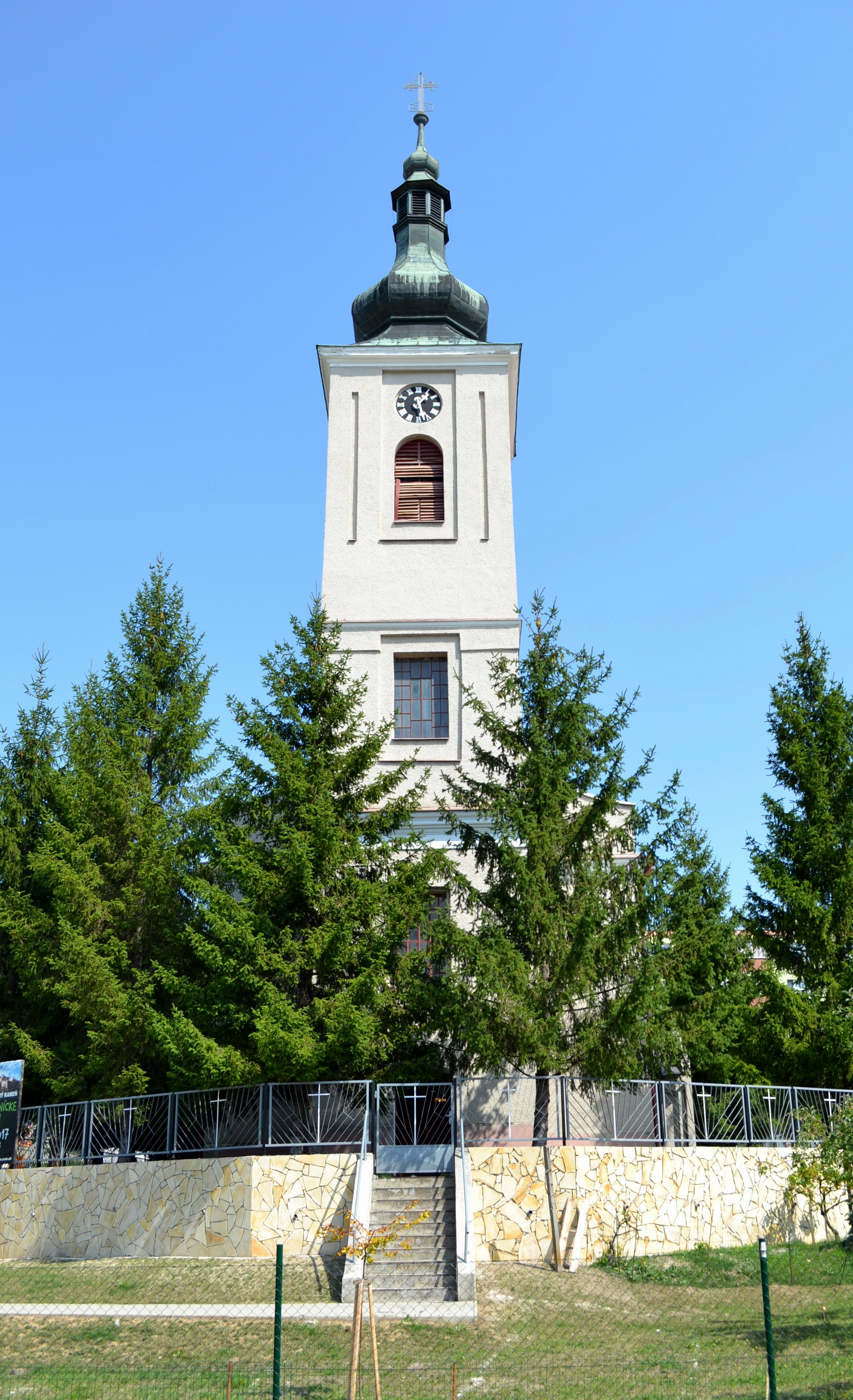
福音派教会在在市 编辑“大克爾季什”

大克爾季什是斯洛伐克的城鎮，位於該國南部，由班斯卡-比斯特里察州負責管轄，面積15.03平方公里，海拔高度200米，主要經濟活動是採礦業和農業，2005年人口13,862，其中五成居民信奉羅馬天主教。

## 外部連結
- Municipal website（页面存档备份，存于）